# Heterotròfia
L'heterotròfia (del grec heteron = altre i trophe = nutrició) és un sistema d'obtenció del carboni per part dels éssers vius utilitzant com a font la matèria orgànica. Els organismes que es basen en aquest sistema s'anomenen heteròtrofs. En canvi, els que utilitzen com a font de carboni la matèria inorgànica són els autòtrofs. L'autotròfia és el tipus de metabolisme habitual en les plantes (amb escasses excepcions), les algues i alguns bacteris. Per contra, l'heterotròfia és habitual en els fongs, els animals, molts protozous i procariotes. i certes plantes paràsites o semiparàsites. Els heteròtrofs obtenen la matèria orgànica de les substàncies sintetitzades per altres organismes, vius o morts.